# 梅德韋季夫卡 (卡扎京區)
49°45′1″N 28°40′15″E / 49.75028°N 28.67083°E
梅德韋季夫卡（烏克蘭語：Медведівка），是烏克蘭的村落，位於該國西南部文尼察州，由赫米利尼克區負責管轄，面積0.73平方公里，海拔高度245米，2001年人口348，人口密度每平方公里476.71人。